# Tamurejo
Tamurejo (extremadurai nyelven Tambureju) község Spanyolországban, Badajoz tartományban. Tamurejo Agudo, Baterno, Siruela és Garbayuela községekkel határos. Lakosainak száma 199 fő (2024).

## Népesség
A település népessége az utóbbi években az alábbiak szerint változott:
| Lakosok száma | 269  | 268  | 265  | 259  | 255  | 235  | 230  | 214  | 211  | 199  |
|               | 2001 | 2004 | 2006 | 2009 | 2011 | 2014 | 2016 | 2019 | 2021 | 2024 |